# Liste der Bodendenkmale in Rinteln
In der Liste der Bodendenkmale in Rinteln sind die Bodendenkmale der niedersächsischen Gemeinde Rinteln aufgeführt. Die Quelle ist der Denkmalatlas Niedersachsen. 

Rinteln im Landkreis Schaumburg

Der Stand der Liste ist der 23. Januar 2025.

## Allgemein
In den Spalten finden sich folgende Informationen des Bodendenkmales:
| Lage         | geographischen Koordinaten                                                          |
| Bezeichnung  | Bezeichnung lt. Denkmalatlas                                                        |
| Beschreibung | Beschreibung lt. Denkmalatlas                                                       |
| ID           | Objekt-ID                                                                           |
| Bild         | Bild, ggf. zusätzlich mit Link zu weiteren Fotos im Medienarchiv Wikimedia Commons. |

## Rinteln
| Lage                       | Bezeichnung                        | Beschreibung | ID       | Bild           |
| -------------------------- | ---------------------------------- | --- | -------- | -------------- |
| 52° 12′ 48″ N, 9° 4′ 32″ O | Rinteln 2, Hünenburg bei Todenmann | Zweiteilige Burg mit ovaler Hauptburg und Rundturm in der Vorburg. Die gesamte Anlage ist von einem Graben umgeben. Im S fällt er aus (wohl Zerstörung durch Steinbruch). Haupt- und Vorburg sind durch einen Graben getrennt. Die Hauptburg mit einer Fläche von 35 m L. und 27 m Br. ist von einer gemörtelten Steinmauer von 1,5 bis 2,5 m Br. umgeben, an die sich im N eine Kapelle mit halbrunder Apsis, im O ein viereckiger Turm und im S ein zweiräumiger Palas anlehnt. Die Außenmauer und alle Gebäudegrundmauern, sind bis zu einer H. von ca. 1,5 m freigelegt und restauriert. Die ergrabenen Fundamente sind konserviert, die Befestigung ist gut erhalten. | 28951709 | Weitere Bilder |
| 52° 12′ 56″ N, 9° 3′ 36″ O | Rinteln 3, Abschnittswall          | Wall mit westlich vorgelagertem Graben. Wallbr. ca. 12 m, H. ca. 3 m. Grabenbr. ca. 8 m, L. ca. 60 m. Wallkrone leicht gerundet. Im Süden dürften Wall und Graben ehemals bis an die etwa 5 – 10 m entfernte Steilkante gereicht haben, im Norden noch ca. 30 m weiter bis an den Steilhang. - Teilstück ID: 51810013 | 28967404 | BW             |
| 52° 11′ 1″ N, 9° 4′ 49″ O  | Rinteln 4, Stadtbefestigung        | Bastionsbefestigung mit sieben Bastionen und zwei Ravelins im Süden und Nordosten an den alten Stadttoren. Wall nahezu durchgehend erhalten, Graben verfüllt (um 1900). Trotz flächendeckender Bebauung noch gut erhalten. Wallhöhe bis 2 m, Sohlbreite ca. 50 – 70 m. Auch die 1257 zuerst erwähnte Stadtmauer ist noch in größeren Partien erhalten, und zwar im SW, S, O und NO der Altstadt. Die Mauer ist aus Bruchsteinen erbaut, wobei zahlreiche ältere und neuere Reparaturen im Mauerwerk erkennbar sind. Die Mauerstärke liegt zwischen 60 und 80 cm, die Höhe beträgt noch bis zu 2 m. Im Westen und Süden wird die Altstadt vom Mühlgraben (neue Exter) umschlossen, der überwiegend außerhalb des Mauerzuges verläuft, in der Südwestecke der Stadt aber beim Bau der Bastion Sophie aus technischen Gründen auf die innere Seite der Stadtmauer verlegt werden musste. Der Mühlgraben wird 1328 zuerst urkundlich erwähnt. | 28967398 | Weitere Bilder |
| 52° 12′ 50″ N, 9° 3′ 51″ O | Rinteln 62, Burg                   | Ovale, nahezu ebenerdige Fläche von ca. 15 × 20 m Dm., nach S und W durch natürliche Steilhänge begrenzt. Nach O durch einen Graben von 3 – 4 m Breite geschützt, nach N durch einen Wall mit außen vorgelagertem Graben. Höhenunterschied Wallkrone zur Grabensohle bis ca. 3 m. Im Inneren der Anlage am östl. Rand eine rundliche Anhöhe mit ca. 4 m Dm. und etwa 0,5 m Höhe, vielleicht ein Turmrest. Es sind keine historischen Quellen bekannt, die auf diese Anlage bezogen werden können. Die Nähe zur Hünenburg - nur 800 m - lässt einen Zusammenhang mit dieser Anlage vermuten. | 31189234 | BW             |
| 52° 12′ 53″ N, 9° 3′ 32″ O | Rinteln 64, Hohlweg                | Tief eingeschnittener Hohlweg, der von Südosten nach Nordwesten den Hang hochzieht und bis an den Kammweg verläuft. Lichte Breite ca. 10 m, Tiefe bis ca. 2,5 m, am Kammweg flach auslaufend. Unterhalb des Kammweges ist der Nordrand durch einen Steinbruch gestört. | 32827634 | BW             |

### Hohenrode
| Lage                      | Bezeichnung            | Beschreibung | ID       | Bild           |
| ------------------------- | ---------------------- | --- | -------- | -------------- |
| 52° 9′ 41″ N, 9° 9′ 27″ O | Hohenrode 1, Hünenburg | Ovale Anlage. Innenmaße: L. ca. 100 m, Br. ca. 55 m; Umgeben mit „starkem Mauerwerk“, vorgelagerter Berme und tiefem Graben. Im S und W große trichterförmige Gruben wohl von ehemaligen Kellern und Türmen. Durch Steinentnahme weitgehend abgetragen. In der Berme zwei Durchbrüche. Die Burg ist hochmittelalterlich. Die Keramik der Grabung datiert in das 12. – 14. Jh. Um 1170 vom Grafen Konrad von Roden errichtet, 1181 vom Grafen von Holstein-Schaumburg zerstört. | 28967391 | Weitere Bilder |

### Möllenbeck
| Lage                      | Bezeichnung              | Beschreibung | ID       | Bild |
| ------------------------- | ------------------------ | --- | -------- | ---- |
| 52° 8′ 10″ N, 9° 1′ 19″ O | Möllenbeck 1, Grabhügel  | Durchmesser ca. 12 m und Höhe ca. 0,5 m. Steinhügel. Bis faustgroße Sandsteine.                                                          | 28967393 | BW   |
| 52° 8′ 14″ N, 9° 1′ 35″ O | Möllenbeck 2, Grabhügel  | Durchmesser ca. 13 m und Höhe ca. 0,8 m. Steinhügel. Oberfläche durch Fahrspuren gestört; am Rande alte Eingrabung. Plattige Sandsteine. | 28967394 | BW   |
| 52° 8′ 40″ N, 9° 2′ 40″ O | Möllenbeck 3, Grabhügel  | Durchmesser ca. 18 m und Höhe ca. 1,8 m. Ungestört.                                                                                      | 28967395 | BW   |
| 52° 8′ 42″ N, 9° 2′ 47″ O | Möllenbeck 4, Grabhügel  | Durchmesser ca. 14 m und Höhe ca. 0,8 m. Bronzezeitlich. Hügelfuß abgesetzt. Im Zentrum eine rechteckige Eingrabung.                     | 28967396 | BW   |
| 52° 9′ 4″ N, 9° 1′ 32″ O  | Möllenbeck 10, Grabhügel | Durchmesser ca. 1? m und Höhe ca. 1 m. Von drei alten Eingrabungen gestört. Der SO-Bereich durch Weg angeschnitten.                      | 28967399 | BW   |
| 52° 9′ 3″ N, 9° 1′ 26″ O  | Möllenbeck 11, Grabhügel | Durchmesser ca. 17 m und Höhe ca. 1 m. Ungestört.                                                                                        | 28967401 | BW   |
| 52° 8′ 41″ N, 9° 1′ 34″ O | Möllenbeck 34, Grabhügel | Durchmesser ca. 13 m und Höhe ca. 0,8 m. Rund. Gleichmäßig flach gewölbt. Sehr gut erhalten.                                             | 28967403 | BW   |
| 52° 8′ 38″ N, 9° 2′ 33″ O | Möllenbeck 55, Grabhügel | Durchmesser ca. 16 m und Höhe ca. 1,2 m. Mit fünf neueren Eingrabungen. Dm. ca. 1 m.                                                     | 28950720 | BW   |
| 52° 9′ 14″ N, 9° 3′ 20″ O | Möllenbeck 60, Grabhügel | Durchmesser ca. 13 m und Höhe ca. 0,7 m. Stark verflacht, Rückeweg/Wirtschaftsweg.                                                       | 39109130 | BW   |

### Schaumburg
| Lage                        | Bezeichnung              | Beschreibung | ID       | Bild           |
| --------------------------- | ------------------------ | --- | -------- | -------------- |
| 52° 12′ 4″ N, 9° 12′ 6″ O   | Schaumburg 1, Schaumburg | Die älteste Burg lag auf dem oberen Plateau im Süden und umfasste ein Oval von 100 × 60 m Größe. Sie war durch eine 1,30 m starke Ringmauer und einen zum Teil in den Felsen gehauenen Graben mit nach außen vorgelagertem Wall befestigt. Nach den Ausgrabungsbefunden lehnten sich an die in opus spicatum-Technik ausgeführte Ringmauer mehrere Gebäude an. Im Osten besteht heute noch ein "Kühner Henke" oder Glockenturm" genannter Eckturm. Die Stammburg der Grafen zu Holstein und Schaumburg wurde wahrscheinlich im frühen 12. Jh. durch die Grafen Adolf I. und Adolf II. errichtet. In Chroniken ist sie erstmals für das Jahr 1110 bezeugt, ihre erstmalige urkundliche Erwähnung stammt aus dem Jahr 1119. 1242 werden sieben Burgmänner genannt. Die Burg wurde mehrmals verpfändet. Der letzte Schaumburger Graf, der hier seine ständige Residenz besaß, war Graf Anton. | 28967402 | Weitere Bilder |
| 52° 12′ 38″ N, 9° 10′ 19″ O | Schaumburg 2, Osterburg  | Zweiteilige Anlage, deren beide Elemente jeweils von einem Wall, aber zusammen von einem Graben in Form einer 8 umschlossen werden. Im Südwesten liegt der vermutlich ältere Teil von 20 – 23 m Durchmesser, an dessen höchster Stelle ein Schutthügel vom Standort eines Turmes zeugt. Raubgrabungen haben eine gerade Mauer auf 3,6 m Länge freigelegt. Unter dem Randwall dürfte eine Ringmauer stecken. Nördlich an diese Motte schließt sich eine ovale, umwallte Vorburg von ca. 30 × 50 m Größe an. Nordöstlich an diese ist die zweite Anlage von ca. 300 m² Größe angefügt. Innerhalb dieser befindet sich ein 3 m hoher Hügel mit einem Plateau von ca. 17 m Durchmesser, der teilweise von einem Wall umgeben ist. Die ca. 15 × 22 m große Vorburg liegt zwischen dem Hügel und der ersten Anlage.                                                                              | 28950340 | Weitere Bilder |

### Steinbergen
| Lage                      | Bezeichnung                      | Beschreibung | ID       | Bild           |
| ------------------------- | -------------------------------- | --- | -------- | -------------- |
| 52° 13′ 8″ N, 9° 7′ 5″ O  | Steinbergen 1, Schloss Arensburg | Jüngste bekannte Höhenburg im Landkreis Schaumburg erstmals 1385 in Urkunden erwähnt, erbaut wurde sie vermutlich zu Beginn des 14. Jh. Sie sollte die Verbindung zwischen den Besitztümern der Grafen zu Holstein-Schaumburg nördlich wie südlich des Wesergebirges sichern. 1518 werden die Grafen Anton und Johann zu Holstein-Schaumburg vom Landgrafen von Hessen mit der Burg belehnt, dies wiederholt sich 1583 und 1652. Bis 1692 diente die Burg auch als Amtssitz. Im Nordflügel wurden bei Ausgrabungen Reste des mittelalterlichen Vorgängerbaus aufgefunden. Diese bestanden aus einer gemörtelten Fundamentmauer von 1 m Stärke und 5,3 m Länge. Da sich davor eine 0,5 m breite Berme und ein 2,0 – 2,5 m tiefer und 3 m breiter Spitzgraben befand, wurde hier wahrscheinlich eine Turmburg partiell erfasst. Im 14. Jh. wurde der Turm zugunsten einer viereckigen Ringmauerburg von ca. 27 × 28 m Größe abgerissen. | 28967405 | Weitere Bilder |
| 52° 12′ 2″ N, 9° 7′ 40″ O | Steinbergen 10, Hünenburg        | Jüngste bekannte Höhenburg im Landkreis Schaumburg erstmals 1385 in Urkunden erwähnt, erbaut wurde sie vermutlich zu Beginn des 14. Jh. Sie sollte die Verbindung zwischen den Besitztümern der Grafen zu Holstein-Schaumburg nördlich wie südlich des Wesergebirges sichern. 1518 werden die Grafen Anton und Johann zu Holstein-Schaumburg vom Landgrafen von Hessen mit der Burg belehnt, dies wiederholt sich 1583 und 1652. Bis 1692 diente die Burg auch als Amtssitz. Im Nordflügel wurden bei Ausgrabungen Reste des mittelalterlichen Vorgängerbaus aufgefunden. Diese bestanden aus einer gemörtelten Fundamentmauer von 1 m Stärke und 5,3 m Länge. Da sich davor eine 0,5 m breite Berme und ein 2,0 – 2,5 m tiefer und 3 m breiter Spitzgraben befand, wurde hier wahrscheinlich eine Turmburg partiell erfasst. Im 14. Jh. wurde der Turm zugunsten einer viereckigen Ringmauerburg von ca. 27 × 28 m Größe abgerissen. | 28950733 |                |

### Uchtdorf
| Lage                      | Bezeichnung           | Beschreibung | ID       | Bild |
| ------------------------- | --------------------- | --- | -------- | ---- |
| 52° 9′ 44″ N, 9° 7′ 58″ O | Uchtdorf 4, Grabhügel | Größe ca. 13 × 9 m und Höhe ca. 0,7 m. Oval. Aus Lehm aufgebaut. Im NO-Bereich alte Angrabung. Im Zentrum frische Eingrabung von 0,5 m Tiefe. Flach gewölbt. | 28967410 | BW   |